# Вилейская область
Виле́йская область (бел. Вілейская вобласць) — административная единица на территории Белорусской ССР, существовавшая с 4 декабря 1939 года по 20 сентября 1944 года, когда Указом Президиума Верховного совета СССР переименована в Молодечненскую область (с переносом центра в город Молодечно).

## История
Образована Указом Президиума Верховного Совета СССР от 4 декабря 1939 г. на территории бывшего Виленского воеводства Речи Посполитой после присоединения Западной Белоруссии к БССР. 4 апреля 1940 года Верховный Совет СССР утвердил создание области.
Административный центр — город Вилейка.
20 сентября 1944 года Вилейская область была преобразована в Молодечненскую область с переносом административного центра из Вилейки в город Молодечно и передачей ряда её районов в состав новообразованной Полоцкой области.

## Административное деление
В 1939 году первоначально область делилась на 7 уездов: Браславский, Дисненский, Молодеченский, Ошмянский, Поставский, Свенцянский и Вилейский.
В 1940 поветы были упразднены, а область разделена на 22 района: Браславский, Видзский, Глубокский, Годутишковский, Дисненский, Докшицкий, Дуниловичский, Ильянский, Кривичский, Куренецкий, Миорский, Молодечненский, Мядельский, Островецкий, Ошмянский, Плисский, Поставский, Радошковичский, Свенцянский, Свирский, Сморгонский, Шарковщинский.
25 ноября 1940 года Годутишковский и Свенцянский районы были переданы Литовской ССР.